# انقباض إبهام خلقي
انقباض الإبهام الخلقي حالة شاذة تتميز بثبات الإبهام ضمن راحة اليد عند المفصل السنعي السلامي في إحدى اليدين أو كلتيهما. يعد معدل الوقوع والخلفية الجينية غير معروفين. أظهرت دراسة أجراها ويكيسر وآخرون أن هذه الحالة تظهر لدى الصبيان أكثر من الفتيات بمعدل الضعف. يكون هذا الشذوذ غالبًا ثنائي الجانب (في كلتي اليدين). قد يكون انقباض الإبهام الخلقي شذوذًا معزولًا، وقد يُعزى إلى عدة متلازمات.

## الأسباب
يحتوي الإبهام على خمس مجموعات من العضلات و/أو الأوتار:
1. الأوتار الباسطة (لتمديد الإبهام)
2. العضلات/الأوتار القابضة (لثني الإبهام)
3. العضلات/الأوتار المبعدة (لتحريك الإبهام نحو الخارج)
4. العضلة المقربة (لتحريك الإبهام نحو الداخل)
5. العضلات المقابلة (لتحريك الإبهام مقابل الخنصر)

من أجل الحفاظ على الإبهام في توضعه الطبيعي، يلزم وجود توازن صارم بين هذه المجموعات. يمكن أن يسبب ضعف أو غياب الباسطات و/أو المبعدات (وتر العضلة القصيرة المادة لإبهام اليد أو وتر العضلة الطويلة المادة لإبهام اليد أو، في حالات نادرة، وتر العضلة الطويلة المبعدة لإبهام اليد)، حدوث خلل، ما يؤدي إلى اضطراب توضع الإبهام: انقباض الإبهام الخلقي. قد يتأثر وتران في وقت واحد.
قد تؤدي الانحرافات الوترية التالية إلى انقباض الإبهام الخلقي:
- الأوتار القابضة قصيرة جدًا (يتم سحب الإبهام نحو راحة اليد)
- الأوتار المبعدة ناقصة التنسج أو غائبة
- الأوتار الباسطة ناقصة التنسج أو غائبة

بالإضافة إلى ذلك، قد تساهم مساحة الغشاء الضيقة للإبهام (المنطقة بين الإبهام والسبابة) في حدوث انقباض الإبهام الخلقي. إذا كانت مساحة الغشاء ضيقة جدًا. لا يمكن إبعاد الإبهام بشكل صحيح (تحريكه للخارج).
للتلخيص، قد تختلف أسباب انقباض الإبهام الخلقي بين المرضى وقد تجمع في بعض الأحيان مزيجًا من العوامل السابقة. يجب أن يكون العلاج شاملًا لجميع العوامل المسببة بهدف تحقيق نتائج جيدة.

## العلاج
يشمل علاج انقباض الإبهام الخلقي نوعين: المعالجة التحفظية والعلاج الجراحي.

### المعالجة التحفظية
يجب أن تبدأ معالجة جميع حالات انقباض الإبهام الخلقي إما بوضع جبيرة جصية متسلسلة أو ارتداء جبيرة ثابتة أو متحركة لمدة ستة أشهر، مع تدليك اليد. يحد التمدد الذي يتيحه التجبير من الانقباض. للحصول على أفضل النتائج، يجب بدء العلاج قبل عمر الستة أشهر. تكون نتيجة هذا العلاج أفضل في حالات التشوهات الأقل حدة. في معظم الحالات غير المعقدة، يمكن الحصول على نتيجة مُرضية عندما يبدأ العلاج بالجبيرة قبل عمر الستة أشهر. يجب تجربة الجبيرة لمدة ثلاثة أشهر على الأقل وربما لمدة ستة أشهر أو أكثر. في حالة حدوث ركود نتيجة العلاج بالجبيرة، يُحال المريض إلى العلاج الجراحي.

### العلاج الجراحي
يجب التفكير في العلاج الجراحي للمرضى غير المعالجين في سن مبكرة أو عند فشل العلاج المحافظ. يوصى بإجراء الجراحة بين سني الثالثة والخامسة.

#### التقنيات
- تحرير منطقة غشاء الإبهام: يمكن توسيع وتعميق المنطقة بين الإبهام والسبابة عندما تكون ضيقة جدًا. لتحقيق ذلك، يمكن استخدام سديلة تحويلية أو الرأب على شكل حرف زد باستخدام أربع أو خمس سدائل.
  - السديلة التحويلية: يتم تحريك السدائل الجلدية لإصبع السبابة و/أو الإبهام إلى منطقة الغشاء.[5]
  - الرأب على شكل حرف زد باستخدام أربع أو خمس سدائل: يتم توسيع منطقة الغشاء وتعميقها باستخدام جلد الغشاء نفسه.[1]
- نقل الوتر: تقنية تُستخدم عادةً لدى الأطفال الصغار، إذ تُستخدم أوتار السبابة أو الخنصر لتشكيل وتر باسط جديد مناسب للإبهام.[1]

#### إجراءات أخرى
- إيثاق المفصل: تثبيت المفصل السنعي السلامي للإبهام في وضعية ممددة.